# Otok (Slivno)
Otok is een plaats in de gemeente Slivno in de Kroatische provincie Dubrovnik-Neretva. De plaats telt 81 inwoners (2001).